# Censo costarricense de 2011
El X Censo Nacional de Población y VI Censo Nacional de Vivienda de Costa Rica se realizó desde el 30 de mayo hasta el 3 de junio de 2011, y fue llevado a cabo por el Instituto Nacional de Estadística y Censos (INEC). Inicialmente proyectado para el año 2010, el censo fue atrasado un año por falta de recursos estatales. (Ver boleta censal en versión inglés.)

## Resultados
Los primeros resultados fueron publicados por El Instituto Nacional de Estadística y Censos de Costa Rica (INEC) el 20 de diciembre de 2011. La población en el Censo 2011 fue de 4,301,712 personas; 2,106,188 son hombres y 2,195,524 son mujeres. La tasa de crecimiento anual de la población bajó de 2.8% (entre 1984 y 2000) a 1.1% en el último censo.
| Provincia  | Cantón              | Población en censo de 2011 | Población en censo de 2000 | Variación | Variación porcentual |
| ---------- | ------------------- | -------------------------- | -------------------------- | --------- | -------------------- |
| San José   | San José            | 288 054                    | 309 672                    | −21 618   | -6.98%               |
| San José   | Escazú              | 56 509                     | 52 372                     | 4137      | 7.90%                |
| San José   | Desamparados        | 208 411                    | 193 478                    | 14 933    | 7.72%                |
| San José   | Puriscal            | 33 004                     | 29 407                     | 3597      | 12.23%               |
| San José   | Tarrazú             | 16 280                     | 14 160                     | 2120      | 14.97%               |
| San José   | Aserrí              | 57 892                     | 49 319                     | 8573      | 17.38%               |
| San José   | Mora                | 26 294                     | 21 666                     | 4628      | 21.36%               |
| San José   | Goicoechea          | 115 084                    | 117 532                    | −2448     | -2.08%               |
| San José   | Santa Ana           | 49 123                     | 34 507                     | 14 616    | 42.36%               |
| San José   | Alajuelita          | 77 603                     | 70 297                     | 7306      | 10.39%               |
| San José   | Vázquez de Coronado | 60 486                     | 55 585                     | 4901      | 8.82%                |
| San José   | Acosta              | 20 209                     | 18 661                     | 1548      | 8.30%                |
| San José   | Tibás               | 64 842                     | 72 074                     | −7232     | -10.03%              |
| San José   | Moravia             | 56 919                     | 50 419                     | 6500      | 12.89%               |
| San José   | Montes de Oca       | 49 132                     | 50 433                     | −1301     | -2.58%               |
| San José   | Turrubares          | 5512                       | 4877                       | 635       | 13.02%               |
| San José   | Dota                | 6948                       | 6519                       | 429       | 6.58%                |
| San José   | Curridabat          | 65 206                     | 60 889                     | 4317      | 7.09%                |
| San José   | Pérez Zeledón       | 134 534                    | 122 187                    | 12 347    | 10.11%               |
| San José   | León Cortés Castro  | 12 200                     | 11 696                     | 504       | 4.31%                |
| Alajuela   | Alajuela            | 254 886                    | 222 853                    | 32 033    | 14.37%               |
| Alajuela   | San Ramón           | 80 566                     | 67 975                     | 12 591    | 18.52%               |
| Alajuela   | Grecia              | 76 898                     | 65 119                     | 11 779    | 18.09%               |
| Alajuela   | San Mateo           | 6136                       | 5343                       | 793       | 14.84%               |
| Alajuela   | Atenas              | 25 460                     | 22 479                     | 2981      | 13.26%               |
| Alajuela   | Naranjo             | 42 713                     | 37 602                     | 5111      | 13.59%               |
| Alajuela   | Palmares            | 34 716                     | 29 766                     | 4950      | 16.63%               |
| Alajuela   | Poás                | 29 199                     | 24 764                     | 4435      | 17.91%               |
| Alajuela   | Orotina             | 20 341                     | 15 705                     | 4636      | 29.52%               |
| Alajuela   | San Carlos          | 163 745                    | 127 140                    | 36 605    | 28.79%               |
| Alajuela   | Zarcero             | 12 205                     | 10 845                     | 1360      | 12.54%               |
| Alajuela   | Sarchí              | 18 085                     | 16 239                     | 1846      | 11.37%               |
| Alajuela   | Upala               | 43 953                     | 37 679                     | 6274      | 16.65%               |
| Alajuela   | Los Chiles          | 23 735                     | 19 732                     | 4003      | 20.29%               |
| Alajuela   | Guatuso             | 15 508                     | 13 045                     | 2463      | 18.88%               |
| Cartago    | Cartago             | 147 898                    | 132 057                    | 15 841    | 12.00%               |
| Cartago    | Paraíso             | 57 743                     | 52 393                     | 5350      | 10.21%               |
| Cartago    | La Unión            | 99 399                     | 80 279                     | 19 120    | 23.82%               |
| Cartago    | Jiménez             | 14 669                     | 14 046                     | 623       | 4.44%                |
| Cartago    | Turrialba           | 69 616                     | 68 510                     | 1106      | 1.61%                |
| Cartago    | Alvarado            | 14 312                     | 12 290                     | 2022      | 16.45%               |
| Cartago    | Oreamuno            | 45 473                     | 39 032                     | 6441      | 16.50%               |
| Cartago    | El Guarco           | 41 793                     | 33 788                     | 8005      | 23.69%               |
| Heredia    | Heredia             | 123 616                    | 103 894                    | 19 722    | 18.98%               |
| Heredia    | Barva               | 40 660                     | 32 440                     | 8220      | 25.34%               |
| Heredia    | Santo Domingo       | 40 072                     | 34 748                     | 5324      | 15.32%               |
| Heredia    | Santa Bárbara       | 36 243                     | 29 181                     | 7062      | 24.20%               |
| Heredia    | San Rafael          | 45 965                     | 37 293                     | 8672      | 23.25%               |
| Heredia    | San Isidro          | 20 633                     | 16 056                     | 4577      | 28.51%               |
| Heredia    | Belén               | 21 633                     | 19 834                     | 1799      | 9.07%                |
| Heredia    | Flores              | 20 037                     | 15 038                     | 4999      | 33.24%               |
| Heredia    | San Pablo           | 27 671                     | 20 813                     | 6858      | 32.95%               |
| Heredia    | Sarapiquí           | 57 147                     | 45 435                     | 11 712    | 25.78%               |
| Guanacaste | Liberia             | 62 987                     | 46 703                     | 16 284    | 34.87%               |
| Guanacaste | Nicoya              | 50 825                     | 42 189                     | 8636      | 20.47%               |
| Guanacaste | Santa Cruz          | 55 104                     | 40 821                     | 14 283    | 34.99%               |
| Guanacaste | Bagaces             | 19 536                     | 15 972                     | 3564      | 22.31%               |
| Guanacaste | Carrillo            | 37 122                     | 27 306                     | 9816      | 35.95%               |
| Guanacaste | Cañas               | 26 201                     | 24 076                     | 2125      | 8.83%                |
| Guanacaste | Abangares           | 18 039                     | 16 276                     | 1763      | 10.83%               |
| Guanacaste | Tilarán             | 19 640                     | 17 871                     | 1769      | 9.90%                |
| Guanacaste | Nandayure           | 11 121                     | 9985                       | 1136      | 11.38%               |
| Guanacaste | La Cruz             | 19 181                     | 16 505                     | 2676      | 16.21%               |
| Guanacaste | Hojancha            | 7197                       | 6534                       | 663       | 10.15%               |
| Puntarenas | Puntarenas          | 115 019                    | 102 504                    | 12 515    | 12.21%               |
| Puntarenas | Esparza             | 28 644                     | 23 963                     | 4681      | 19.53%               |
| Puntarenas | Buenos Aires        | 45 244                     | 40 139                     | 5105      | 12.72%               |
| Puntarenas | Montes de Oro       | 12 950                     | 11 159                     | 1791      | 16.05%               |
| Puntarenas | Osa                 | 29 433                     | 25 861                     | 3572      | 13.81%               |
| Puntarenas | Quepos              | 26 861                     | 20 188                     | 6673      | 33.05%               |
| Puntarenas | Golfito             | 39 150                     | 33 823                     | 5327      | 15.75%               |
| Puntarenas | Coto Brus           | 38 453                     | 40 082                     | −1629     | -4.06%               |
| Puntarenas | Parrita             | 16 115                     | 12 112                     | 4003      | 33.05%               |
| Puntarenas | Corredores          | 41 831                     | 37 274                     | 4557      | 12.23%               |
| Puntarenas | Garabito            | 17 229                     | 10 378                     | 6851      | 66.01%               |
| Limón      | Limón               | 94 415                     | 89 933                     | 4482      | 4.98%                |
| Limón      | Pococí              | 125 962                    | 103 121                    | 22 841    | 22.15%               |
| Limón      | Siquirres           | 56 786                     | 52 409                     | 4377      | 8.35%                |
| Limón      | Talamanca           | 30 712                     | 25 857                     | 4855      | 18.78%               |
| Limón      | Matina              | 37 721                     | 33 096                     | 4625      | 13.97%               |
| Limón      | Guácimo             | 41 266                     | 34 879                     | 6387      | 18.31%               |